# 18e régiment de bersagliers
Le 18e régiment de bersagliers est une ancienne unité de l'Armée de terre italienne  basée à Cosenza. Il a pour devise : invitto e pronto a rinnovar le glorie.

## Historique
Le 18e régiment de bersagliers est constitué au cours de la Première Guerre mondiale et se distingue aussitôt dans la défense du Piave où, près de Fagarè della Battaglia (it), il gagne la plus haute distinction militaire, la médaille d'or de la valeur militaire.
Durant la seconde Guerre mondiale le régiment combat sur le Don (front russe) puis, avant d'être dissous, est engagé dans le sud de la France et dans la défense de Rome en septembre 1943.
Il est reconstitué en tant que 67e bataillon de bersagliers « Fagarè » en 1975, et basé à Persano, sous la dépendance de la brigade mécanisée « Pinerolo » (it). Il intervient, entre novembre 1980 et mars 1981, pour secourir les populations de l'Irpinia lors du tremblement de terre. À partir du 1er juillet 1991, le bataillon est placé sous la dépendance de la 8e brigade de bersagliers « Garibaldi ». Il participe à l'opération Vêpres siciliennes contre la criminalité organisée en Sicile.
Le 10 septembre 1993, le 67e bataillon est à nouveau transformé en 18e régiment de bersagliers avec pour siège Cosenza. En 1994-1995, le régiment est engagé dans l'opération Riace (it) et, de 1996 à 2004 dans les missions de paix en Albanie, Bosnie-Herzégovine, Macédoine, Kosovo et Irak. Il reçoit deux médailles d'or de la valeur de l'Armée de terre pour s'être distingué dans les missions de paix au Kossovo et en Irak.
Le 1er janvier 2005, le 18e régiment de bersagliers change de dénomination, devenant le 1er régiment de bersagliers. Le drapeau du 18e régiment est conservé dans le sanctuaire (it) du Vittoriano à Rome.

## Honneurs
Croix de chevalier de l'Ordre militaire d'Italie, décret royal du 5 juin 1920, Guerre 1915-1918
- « Nei duri cimenti della guerra, nella tormentata trincea o nell'aspra battaglia, conobbe ogni limite di sacrificio e di ardimento; audace e tenace, domò infaticabilmente i luoghi e le fortune, consacrando con sangue fecondo la romana virtù dei figli d'Italia. »

 2 médailles d'or de la valeur militaire,
 Médaille d'or de la valeur de l'Armée de terre.

## Devise du régiment
invitto e pronto a rinnovar le glorie (« Invaincu et prêt à en renouveler la gloire »)